# Kleyr Vieira dos Santos
Kleyr Vieira (Rio Branco, Acre, Brasil, 14 de septiembre de 1980) es un futbolista brasileño. Juega de delantero y su actual equipo es el Sport Huancayo de la Primera División del Perú.
Con 19 años, Kleyr debutó con la camiseta del São José, jugando por el club solo en el 2000, después fue transferido al Goiás, permaneciendo en el equipo ‘Verdão’ hasta 2002, cuando fichó por el Vila Nova, el encarnizado rival. Después de aquella experiencia en la cual le costó mucho ser titular, el ariete brasilero deambuló por varios clubes. En 2004 militó en el Varzim de Portugal, Portuguesa y Ponte Preta, sin ganar la titularidad. En 2005 jugó en Botafogo y en el equipo de su ciudad natal: Rio Branco FC. Hasta 2008 jugó en elencos como Anapolina, FC Vilnius, Gloria Buzau, entre otros. Su último club fue el Plácido de Castro de la Serie D de Brasil (cuarta división): jugó dos partidos y anotó dos goles.

## Clubes
| Club              | País     | Año       |
| ----------------- | -------- | --------- |
| São José          | Brasil   | 2000      |
| Goiás             | Brasil   | 2001-2002 |
| Vila Nova         | Brasil   | 2003      |
| Grêmio Anápolis   | Brasil   | 2003      |
| Varzim SC         | Portugal | 2003-2004 |
| Portuguesa        | Brasil   | 2004      |
| Ponte Preta       | Brasil   | 2004-2005 |
| Botafogo          | Brasil   | 2005      |
| Rio Branco SC     | Brasil   | 2005-2006 |
| Juventus          | Brasil   | 2006-2007 |
| Gloria Buzău      | Rumania  | 2007      |
| Vilnius           | Lituania | 2007      |
| ŁKS Łódź          | Polonia  | 2008      |
| Hapoel Kfar Saba  | Israel   | 2008      |
| Gloria Buzău      | Rumania  | 2008-2009 |
| Gama              | Brasil   | 2009      |
| Tarxien Rainbows  | Malta    | 2009      |
| Brasil de Pelotas | Brasil   | 2010      |
| Santa Cruz        | Brasil   | 2010      |
| Funorte           | Brasil   | 2011      |
| Araguaína         | Brasil   | 2011      |
| Plácido de Castro | Brasil   | 2011      |
| Rio Branco FC     | Brasil   | 2012      |
| Uberaba SC        | Brasil   | 2013      |
| Sport Huancayo    | Perú     | 2013-2015 |

## Palmarés

### Campeonatos nacionales
| Título            | Club  | País   | Año  |
| ----------------- | ----- | ------ | ---- |
| Campeonato Goiano | Goiás | Brasil | 2002 |